# Paraclinus marmoratus
Paraclinus marmoratus is een straalvinnige vissensoort uit de familie van slijmvissen (Labrisomidae). De wetenschappelijke naam van de soort is voor het eerst geldig gepubliceerd in 1876 door Franz Steindachner. Hij gaf aan de soort de naam Cremnobates marmoratus.
De soort leeft in zeegrasbedden en koraalriffen in het westelijk centraal deel van de Atlantische Oceaan, onder meer rond Cuba, de Bahama's en Florida. De vissen worden tot 10 centimeter lang.